# كاي هيرانو
كاي هيرانو (باليابانية: 平野 甲斐) مواليد 16 أغسطس 1987 في شيمانه، اليابان، هو لاعب كرة قدم ياباني. يلعب كلاعب وسط.

## المسيرة الاحترافية

### أندية لعب لها
- نادي بوريرام يونايتد
- سيريزو أوساكا

## روابط خارجية
- كاي هيرانو على موقع رابطة كرة القدم اليابانية للمحترفين (اليابانية)
- كاي هيرانو على موقع قاعدة بيانات كرة القدم.إي يو (الإنجليزية)
- كاي هيرانو على موقع Soccerway.com (الإنجليزية)
- كاي هيرانو على موقع عالم كرة القدم.نت (الإنجليزية)